# 香港特別行政區政府駐北京辦事處

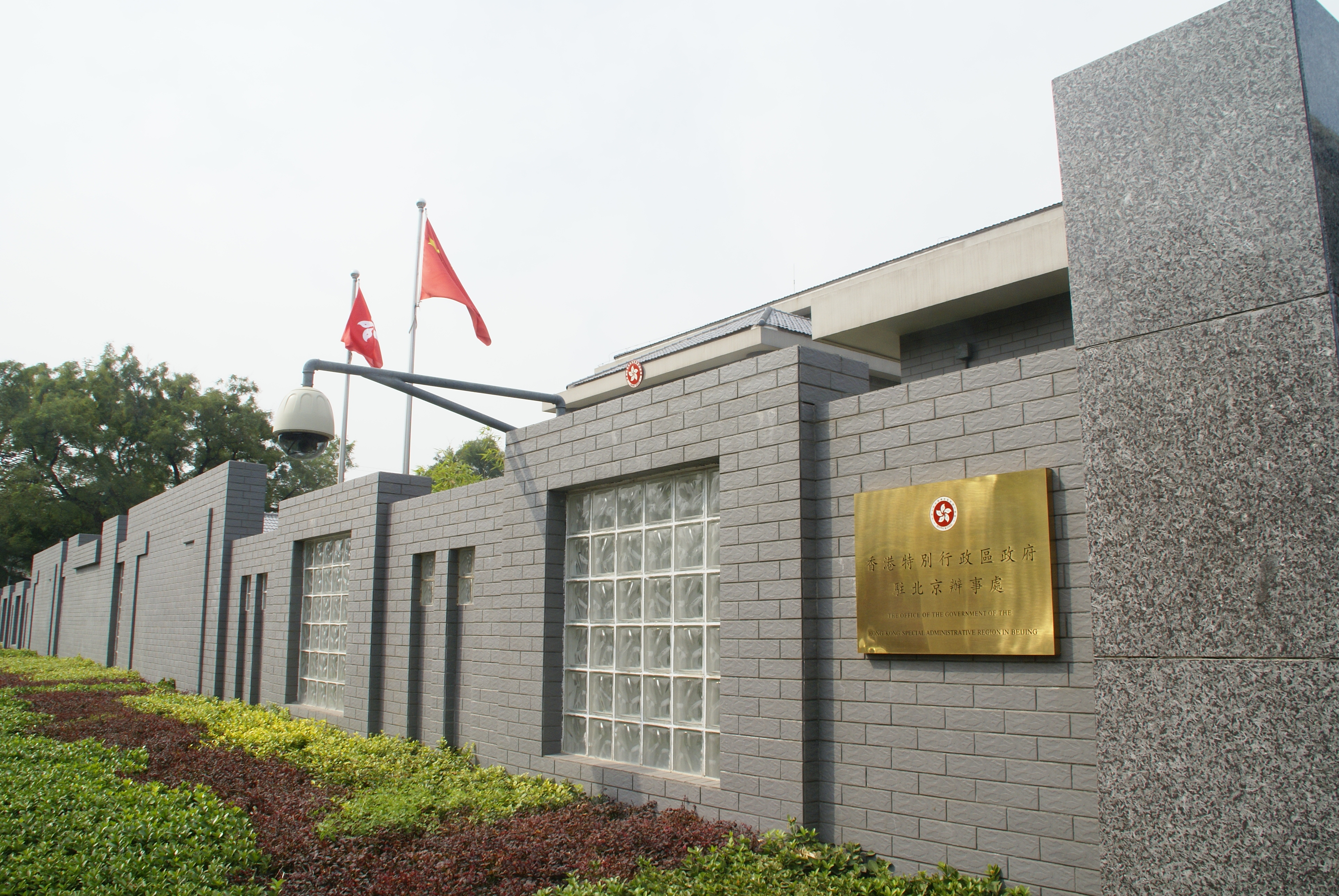
香港特別行政區政府駐北京辦事處

香港特別行政區政府駐北京辦事處（簡稱香港特區駐京辦、香港駐京辦或駐京辦；英語：Office of the Government of the Hong Kong Special Administrative Region in Beijing，BJO）是中华人民共和国香港特別行政區政府政制及內地事務局轄下位於北京的常駐部門，於1999年3月4日成立，當時隸屬政制事務局，2007年7月1日決策局重組後劃入新成立的政制及內地事務局。
香港特區政府於2015年4月27日成立駐遼寧聯絡處（位於瀋陽），目的是進一步加強特區與遼寧省及省內各市的聯繫，做好政府對政府工作；促進香港和有關省市的交流；以及支援當地港人和港企。
香港特別行政區政府駐天津聯絡處於2017年2月27日開始運作，旨在加強香港特區政府與天津市政府的聯繫，促進香港與天津市的經貿關係，包括跟進與京津冀協同發展戰略相關的政策發展，舉辦活動推廣香港的優勢和增進內地人士對香港的了解和認識，以及支援於天津市的港企和在當地生活、工作或求學的香港人，並與他們保持聯繫。

## 職能
香港特區駐京辦的職能可分為五方面：
- 作為香港特別行政區政府與中央人民政府及其他部委的雙向溝通渠道以及和位於華北、東北和西北的10個省、市及自治區（即北京市、天津市、河北省、遼寧省、吉林省、黑龍江省、內蒙古自治區、新疆維吾爾自治區、甘肅省、寧夏回族自治區）的政府和非政府機構，以及該等省市的駐北京辦事處聯繫，並向它們提供有關特區的資料及向特區政府匯報內地的最新發展。
- 協助在內地的香港市民與特區設於內地的非政府機構保持聯繫。
- 處理內地居民來港探訪、工作、投資、就讀的申請。
- 處理部份香港對外事務。
- 於內地推廣香港。

## 架構及歷任首長
香港特區駐京辦設主任一名，設立時為D8級，2006年4月起定為D6級，下轄 D4 副主任一名及「經濟事務、貿易及聯絡組」、「入境事務組」與「新聞及行政組」三個組別。

### 歷任首長
1. 梁寶榮（1998年11月15日－2005年10月30日）[5][6][7]
2. 曹萬泰 (2006年4月7日－2012年7月17日）[8][9]
3. 朱曼鈴（2012年7月18日－2014年12月21日）[9][10]
4. 傅小慧（2015年1月21日－2019年1月20日）[10][11][12]
5. 梁志仁（2019年1月21日－2022年12月7日）[11][13]
6. 鄭偉源（2022年12月8日－）[13]

## 活動
除了一般職能外，駐京辦還會組織於中國大陸各省级行政區舉行「香港周」或「香港節」活動，近年舉辦過的包括有：
- 「吉林·香港節」（2004年1月4日─1月11日）
- 「重慶·香港周」（2004年5月26日─6月1日）
- 「2004天津·香港周」（2004年10月27日─11月3日）
- 「2005河北·香港周」（2005年6月22日─6月28日）

駐京辦亦負責與中央人民廣播電台華夏之聲合作製作《京港直通車》節目，每周六中午於第六、七頻道以粵語播出，廣播以華南地區為主。

## 位置
香港特區駐京辦剛成立時，位於北京建國門內大街18號恆基中心辦公室1座21層，於該層一邊為駐京辦辦公室，而另一邊是香港特區政府入境事務處的辦事處。當時駐京辦選擇在恆基中心設立辦公室，除了因為該處位於北京市商業中心，交通和聯絡方便外，還因為恆基中心乃由港資企業興建管理，溝通比較方便。此外，建國門至國貿一帶是香港人在北京的聚居地，使駐京辦可以較好的為當地香港人服務。
據《明報》2005年9月27日報導，籌建6年的香港特區駐京辦新辦事處於2005年9月26日落成啟用，地址為北京西城區地安門西大街71號。駐京辦乃刻意從69至73中挑選71作門牌號碼，象徵7月1日回歸紀念日。新的駐京辦為一幢三層高獨立建築，面積2,200平方米，設施除了行政辦公室、入境事務處辦事處，還有倉庫、展覽廳、會客室等，於辦事處外懸掛有中華人民共和國國旗及香港特別行政區區旗。該辦事處耗資9,000萬港元，較預算超支約400萬元。

## 参见

香港駐內地經濟貿易辦事處與聯絡處，其中橙色区域为駐北京辦事處服务范围

## 外部連結
- 香港特別行政區政府駐北京辦事處 （页面存档备份，存于）